# Fritz Mögle
Friedrich "Fritz" Mögle (né le 6 juin 1916 à Vienne, mort le 20 mai 1986 dans la même ville) est un chef décorateur autrichien.

## Biographie
Il est le fils de Charley Mögle, ingénieur et entrepreneur dans le bâtiment. Il est étudiant de l'école publique de commerce pour la construction et à l'académie des beaux-arts de Vienne. En outre, il fait un apprentissage de maçon. Au début, Fritz Mögle était exclusivement employé dans le secteur de l'architecture, à la planification et à la construction en génie civil (1937-1938). Au début de la Seconde Guerre mondiale en 1939, Mögle devient indépendant.
Après la fin de la guerre, il se tourne vers le cinéma pendant quinzaine d'années. Au début de sa carrière au cinéma, Mögle est également impliqué dans certaines productions francophones. Son travail le plus important est pour Maria Chapdelaine réalisé par Marc Allégret ou Barbe-Bleue de Christian-Jaque. Son apport dans les productions germanophones est mineur.
Après son retrait du cinéma, Mögle reprend son activité d'architecte et conçoit plusieurs garages souterrains.
Mögle est le mari de l'éditrice Therese Zednik.

## Filmographie
- 1948 : Zyankali (de)
- 1949 : Maria Chapdelaine
- 1951 : Barbe-Bleue
- 1951 : Ombres blanches
- 1951 : Mademoiselle Bimbi
- 1952 : Abenteuer in Wien (de)
- 1952 : Fräulein Casanova
- 1953 : Irene in Nöten
- 1954 : Le Tzarévitch
- 1955 : 08/15 s'en va-t-en-guerre
- 1955 : 08/15 Go Home
- 1956 : Ein tolles Hotel
- 1956 : Wo die Lerche singt
- 1957 : Unter Achtzehn
- 1957 : Mit Rosen fängt die Liebe an (de)
- 1957 : Wenn die Bombe platzt (de)
- 1958 : Im Prater blüh'n wieder die Bäume
- 1958 : Soucis de millionnaire
- 1959 : Ich heirate Herrn Direktor
- 1960 : Mélodie de l'adieu
- 1961 : Un homme dans l'ombre
- 1962 : Les Liaisons douteuses